# Église Saint-Paul de Salles-la-Source
L'église Saint-Paul de Salles-la-Source est située à Salles-la-Source, dans le département de l'Aveyron, en France.

## Historique
L'édifice est classé au titre des monuments historiques par arrêté du 22 décembre 1937.